# 10042 Будстюарт
10042 Будстюарт (10042 Budstewart) — астероїд головного поясу, відкритий 14 серпня 1985 року.
Тіссеранів параметр щодо Юпітера — 3,359.